# Bankerydsuppgörelsen
Bankerydsdeklarationen är en överenskommelse mellan den borgerliga alliansens fyra partier. Den kom till den 31 augusti 2005 hemma hos Kristdemokraternas partiledare Göran Hägglund i Bankeryd.
Deklarationen berörde huvuddragen i den gemensamma ekonomiska politiken. De fyra partierna kom överens om besparingar på 59 miljarder kronor och ökade intäkter på 67 miljarder kronor. Man kom också överens om avskaffad förmögenhetsskatt och att ersättningarna i socialförsäkringarna skulle vara oförändrade åtminstone till 2008. 

## Fotnoter
1. ↑  Ola Hellblom. "Borgerlig enighet kring skatter och bidrag", Dagens Industri 1 september 2005